# Stephen Eustáquio
Stephen Antunes Eustáquio (* 21. prosince 1996) je kanadský profesionální fotbalista, který hraje na pozici záložníka za portugalský klub FC Porto a kanadský národní tým.

## Klubová kariéra

### Počátky kariéry
Eustáquio se narodil v Leamingtonu v Ontariu portugalským rodičům a poprvé hrál fotbal za Leamington Minor Soccer. Do Portugalska se přestěhoval v 7 letech. Poté, co začínal v amatérském Nazarenos, strávil dvě sezóny ve třetiligovém klubu Torreense.

### Leixões
Dne 7. června 2017 podepsal Eustáquio smlouvu s Leixões za nezveřejněnou částku. Dne 23. července se objevil ve svém prvním profesionálním zápase při domácím vítězství 2:0 nad Académico de Viseu v prvním kole Taça da Ligy, kde odehrál celých 90 minut, a jeho debut v Segunda Lize přišel 6. srpna při venkovní prohře 1:4 s Realem Massamá.

### Chaves
Eustáquio se připojil ke klubu GD Chaves 31. ledna 2018 na pět a půl roku poté, co byla zaplacena jeho výkupní klauzule ve výši 500 000 eur. Svůj debut v Primeira Lize si odbyl o čtyři dny později, kdy odehrál celé venkovní vítězství 2:1 nad Feirense; svůj první gól v nejvyšší soutěži vstřelil 14. dubna, kdy pomohl svému týmu k remíze 3:3 na hřišti Boavisty.
Dne 14. září 2018 v zápase portugalského ligového poháru na Estádio do Dragão vstřelil Eustáquio pozdní vyrovnávací gól, který pomohl Chavesu remizovat 1:1 a zaznamenat vůbec první bod na domácím hřišti Porta.

### Cruz Azul
Dne 15. ledna 2019 přestoupil do týmu Cruz Azul z mexické Ligy MX. Vítor Severino, který pracoval jako asistent manažera Luíse Castra v Chavesu, ho popsal jako „typického hráče z La Masie“. Při svém debutu proti Tijuaně byl vyloučen jen pár minut poté, co nastoupil na hřiště jako náhradník, ale nakonec ho videoasistent rozhodčího po přezkoumání napomenul pouze žlutou kartou; krátce nato byl však se zraněním odnesen na nosítkách.
Po osmiměsíční pauze se Eustáquio 22. září 2019 vrátil na hřiště a hrál za tým do 20 let, aby se připravil na svůj úplný návrat.

### Paços de Ferreira
V prosinci 2019 byl Eustáquio poslán na hostování do portugalského prvoligového klubu Paços de Ferreira na zbytek sezóny. V lize debutoval 11. ledna 2020 při venkovní remíze 0:0 s Portimonense.
V září 2020 se Eustáquio dohodl na pokračování hostování. V lednu následujícího roku se přestup stal trvalým za poplatek 2,5 milionu eur. Svůj první gól vstřelil 24. října, kdy uzavřel ligovou remízu 1:1 na hřišti Nacionalu, a o šest dní později přidal další gól při výhře 3:2 nad Portem na Estádio da Mata Real.
Dne 10. dubna 2021 Eustáquio při domácí prohře 0:5 s Benficou po pouhých 22 minutách obdržel přímou červenou kartu za faul na Juliana Weigla. V evropských pohárech debutoval 5. srpna a třetí gól vstřelil při domácím vítězství 4:0 nad Larne ve třetím předkole Evropské konferenční ligy UEFA.

### Porto
V lednu 2022 byl Eustáquio zapůjčen do Porta na zbytek sezóny s opcí na koupi. Svůj první zápas odehrál 6. února, kdy nahradil Fábia Vieiru v závěru zápasu při venkovním vítězství 2:0 nad Aroucou.
Dne 31. května 2022 Porto uplatnilo opci na koupi a podepsalo s Eustáquiem smlouvu do 30. června 2027. Poté, co se stal pravidelným členem základní sestavy týmu vedeného Sérgiem Conceiçãem, vstřelil svůj první gól 30. září při domácím vítězství 4:1 nad Bragou. Další dva přidal ve skupinové fázi Ligy mistrů UEFA a pomohl svému týmu k postupu ze skupiny, když pomohl při vítězství 4:0 nad Club Bruggy a proti Atléticu Madrid při domácí výhře 2:1.
Při cestě Porta za vítězstvím v Taça da Liga 2022/23 vstřelil Eustáquio úvodní góly při semifinálovém vítězství 3:0 nad Académico de Viseu a ve finále při vítězství 2:0 nad Sportingem CP. Dne 15. dubna byl o poločase domácího utkání proti Santa Claře informován, že jeho matka Esmeralda zemřela ve věku 51 let a krátce poté byl vystřídán při konečném vítězství 2:1.

## Reprezentační kariéra

### Mládežnická
Eustáquio reprezentoval na mládežnické úrovni Kanadu i Portugalsko a v roce 2012 se objevil v kanadském týmu do 17 let na turnaji AGS Cup.
V listopadu 2017 si ho manažer portugalské reprezentace do 21 let Rui Jorge vybral pro kvalifikační zápasy na Mistrovství Evropy ve fotbale hráčů do 21 let 2019 proti Rumunsku a Švýcarsku, které se měly konat na začátku téhož měsíce. Proti prvnímu jmenovanému si připsal první zápas a odehrál 90 minut při remíze 1:1 v Constanțě.

### Seniorská
V únoru 2019 se Eustáquio zavázal hrát na seniorské úrovni za Kanadu. Po návratu po zranění kolena byl 1. října 2019 poprvé povolán do týmu na zápas Ligy národů CONCACAF proti Spojeným státům. Debutoval 15. listopadu, když nastoupil z lavičky za Marka-Anthonyho Kayeho ve druhém poločase při venkovní porážce 1:4.
Eustáquio byl 18. června jmenován do 60členného přípravného týmu pro Zlatý pohár CONCACAF 2021. Svůj první reprezentační gól vstřelil 11. července v prvním utkání skupiny při výhře 4:1 nad Martinikem v Kansas City a o čtyři dny později přidal gól z přímého volného kopu, kterým na stejném místě otevřel skóre zápasu s Haiti, který nakonec skončil 4:1. Kanada se nakonec dostala do semifinále, když ve čtvrtfinále zvítězila 2:0 nad Kostarikou.
Eustáquio byl povolán do týmu pro Mistrovství světa ve fotbale 2022, kde odehrál dva zápasy ve skupinové fázi. V červnu 2023 byl vybrán do týmu pro Ligu národů CONCACAF 2023. Později téhož měsíce se dostal do finálního 23členného týmu, který se měl objevit na Zlatém poháru CONCACAF 2023, ale krátce před začátkem turnaje odstoupil.

## Osobní život
Eustáquiův starší bratr Mauro byl také profesionálním fotbalistou. Reprezentoval Kanadu na úrovni do 20 a 23 let.

## Statistiky

### Klubové
Platí k zápasu hranému 8. března 2024.
| Klub                          | Sezóna            | Liga                   | Liga   | Liga | Národní pohár | Národní pohár | Ligový pohár | Ligový pohár | Kontinentální | Kontinentální | Ostatní | Ostatní | Celkově | Celkově |
| Klub                          | Sezóna            | Soutěž                 | Zápasy | Góly | Zápasy        | Góly          | Zápasy       | Góly         | Zápasy        | Góly          | Zápasy  | Góly    | Zápasy  | Góly    |
| ----------------------------- | ----------------- | ---------------------- | ------ | ---- | ------------- | ------------- | ------------ | ------------ | ------------- | ------------- | ------- | ------- | ------- | ------- |
| Torreense                     | 2014/15           | Campeonato de Portugal | 1      | 0    | 0             | 0             | —            | —            | —             | —             | —       | —       | 1       | 0       |
| Torreense                     | 2015/16           | Campeonato de Portugal | 24     | 0    | 1             | 0             | —            | —            | —             | —             | —       | —       | 25      | 0       |
| Torreense                     | 2016/17           | Campeonato de Portugal | 31     | 0    | 5             | 0             | —            | —            | —             | —             | —       | —       | 36      | 0       |
| Torreense                     | Celkově           | Celkově                | 56     | 0    | 6             | 0             | —            | —            | —             | —             | —       | —       | 62      | 0       |
| Leixões                       | 2017/18           | Segunda Liga           | 20     | 0    | 2             | 0             | 4            | 0            | —             | —             | —       | —       | 26      | 0       |
| Chaves                        | 2017/18           | Primeira Liga          | 13     | 1    | 0             | 0             | 0            | 0            | —             | —             | —       | —       | 13      | 1       |
| Chaves                        | 2018/19           | Primeira Liga          | 16     | 0    | 3             | 0             | 3            | 1            | —             | —             | —       | —       | 22      | 1       |
| Chaves                        | Celkově           | Celkově                | 29     | 1    | 3             | 0             | 3            | 1            | —             | —             | —       | —       | 35      | 2       |
| Cruz Azul                     | 2018/19           | Liga MX                | 1      | 0    | 1             | 0             | —            | —            | —             | —             | —       | —       | 2       | 0       |
| Paços de Ferreira (hostování) | 2019/20           | Primeira Liga          | 16     | 0    | 1             | 0             | 0            | 0            | —             | —             | —       | —       | 17      | 0       |
| Paços de Ferreira (hostování) | 2020/21           | Primeira Liga          | 15     | 2    | 2             | 0             | 1            | 0            | —             | —             | —       | —       | 18      | 2       |
| Paços de Ferreira (hostování) | Celkově           | Celkově                | 31     | 2    | 3             | 0             | 1            | 0            | —             | —             | —       | —       | 35      | 2       |
| Paços de Ferreira             | 2020/21           | Primeira Liga          | 17     | 0    | 0             | 0             | 0            | 0            | —             | —             | —       | —       | 17      | 0       |
| Paços de Ferreira             | 2021/22           | Primeira Liga          | 17     | 0    | 0             | 0             | 1            | 0            | 4             | 1             | —       | —       | 22      | 1       |
| Paços de Ferreira             | Celkově           | Celkově                | 34     | 0    | 0             | 0             | 1            | 0            | 4             | 1             | —       | —       | 39      | 1       |
| Porto (hosotvání)             | 2021/22           | Primeira Liga          | 8      | 0    | 1             | 0             | 0            | 0            | 2             | 0             | —       | —       | 11      | 0       |
| Porto                         | 2022/23           | Primeira Liga          | 29     | 2    | 5             | 1             | 2            | 2            | 7             | 2             | 1       | 0       | 44      | 7       |
| Porto                         | 2023/24           | Primeira Liga          | 23     | 2    | 0             | 0             | 1            | 0            | 7             | 1             | 1       | 0       | 32      | 3       |
| Porto                         | Celkově           | Celkově                | 60     | 4    | 6             | 1             | 3            | 2            | 16            | 3             | 2       | 0       | 87      | 10      |
| Celkově v kariéře             | Celkově v kariéře | Celkově v kariéře      | 231    | 7    | 21            | 1             | 12           | 3            | 20            | 4             | 2       | 0       | 286     | 15      |

### Reprezentační
Platí k zápasu hranému 21. listopadu 2023.
| Národní tým | Rok     | Zápasy | Góly |
| ----------- | ------- | ------ | ---- |
| Kanada      | 2019    | 1      | 0    |
| Kanada      | 2021    | 17     | 3    |
| Kanada      | 2022    | 10     | 0    |
| Kanada      | 2023    | 6      | 1    |
| Celkově     | Celkově | 34     | 4    |

#### Reprezentační góly
Skóre a výsledky Kanady jsou vždy zapsány jako první. Góly Stephena Eustáquia jsou zvýrazněny.
| Gól | Datum              | Místo                                   | Soupeř    | Skóre | Výsledek | Soutěž                       |
| --- | ------------------ | --------------------------------------- | --------- | ----- | -------- | ---------------------------- |
| 1.  | 11. července 2021  | Children's Mercy Park, Kansas City, USA | Martinik  | 3:1   | 4:1      | Zlatý pohár CONCACAF 2021    |
| 2.  | 15. července 2021  | Children's Mercy Park, Kansas City, USA | Haiti     | 1:0   | 4:1      | Zlatý pohár CONCACAF 2021    |
| 3.  | 25. července 2021  | AT&T Stadium, Arlington, USA            | Kostarika | 2:0   | 2:0      | Zlatý pohár CONCACAF 2021    |
| 4.  | 18. listopadu 2023 | Independence Park, Kingston, Jamajka    | Jamajka   | 2:1   | 2:1      | Liga národů CONCACAF 2023/24 |

## Úspěchy
Porto
- Primeira Liga: 2021/22
- Taça de Portugal: 2021/22, 2022/23
- Taça da Liga: 2022/23
- Supertaça Cândido de Oliveira: 2022

Kanada
- Poražený finalista Ligy národů CONCACAF: 2023

Individuální
- Záložník měsíce Primeira Ligy: Září 2022
- Kanadský fotbalista roku: 2023